# (32881) 1993 OK6
1993 OK6 (asteroide 32881) é um asteroide da cintura principal. Possui uma excentricidade de 0.16141620 e uma inclinação de 4.92252º.
Este asteroide foi descoberto no dia 20 de julho de 1993 por Eric Walter Elst em La Silla.